# Ewine van Dishoeck
Ewine Fleur van Dishoeck, née le 13 juin 1955 à Leyde (Pays-Bas), est une astrophysicienne et universitaire néerlandaise, professeure à l'université de Leyde. Elle est présidente de l'Union astronomique internationale pour le triennat 2018-2021. 

## Biographie

### Formation et carrière scientifique
Ewine van Dishoeck étudie la chimie à l'université de Leyde avant de se diriger vers l'astrochimie. Elle réalise un doctorat à l'université de Leyde sur les molécules dans les nuages de gaz interstellaires. Elle contribue à la diffusion des recherches en astrochimie au sein de l'astronomie. Ses collaborateurs et elle ont fait d'importantes contributions à la compréhension de la formation et de la destruction de molécules interstellaires.
Le groupe de recherche qu'elle fédère fait des expériences de laboratoire qui permettent une meilleure compréhension des processus chimiques en œuvre dans la croissance et l'évolution des glaces interstellaires. Leurs études permettent de modéliser des étapes clés de l'évolution des nuages moléculaires et la formation d'étoiles, disques protoplanétaires et planètes qui s'ensuit.
Ewine van Dishoeck et ses collègues ont également utilisé le Grand réseau d'antennes millimétrique/submillimétrique de l'Atacama (ALMA), au Chili, pour fournir la première vue de piège à poussière dans des disques autour de jeunes étoiles, ce qui permet de contraindre les théories de formation planétaire par l'observation.
Ewine van Dishoeck a également coordonné un programme pour étudier les molécules d'eau dans un grand nombre de proto-étoiles en utilisant le télescope spatial Herschel et a occupé plusieurs postes clés dans la supervision du développement de l'observatoire ALMA.
Au cours de l'assemblée générale de l'Union astronomique internationale de 2015, elle est élue à la présidence de l'organisation pour le triennat 2018-2021.
Elle est[Quand ?] directrice éditoriale de Annual Review of Astronomy and Astrophysics.
Le 3 août 2021, le pape François la nomme membre de l'Académie pontificale des sciences.

### Vie privée
Elle est mariée à l'astronome Tim de Zeeuw,.

## Distinctions et récompenses
- 2018 : prix Kavli en astrophysique « pour ses contributions combinées en astrochimie observationnelle, théorique et de laboratoire, éclaircissant le cycle de vie des nuages moléculaires et la formation des étoiles et des planètes »[5]. C'est seulement la deuxième fois, toutes catégories confondues, que le prix Kavli est attribué à une seule personne[5].
- 2019 : docteure honoris causa de l'université de Genève[6]

- L'astéroïde (10971) van Dishoeck a été baptisé en son honneur.
- Prix Jules-Janssen 2020